# Karel Nováček
Karel Nováček (Prostějov, 30 de março de 1965) é um ex-tenista profissional tcheco.